# Carcelia jilinensis
Carcelia jilinensis là một loài ruồi trong họ Tachinidae.